# Corseria corsica
Corseria corsica is een slakkensoort uit de familie van de Moitessieriidae. De wetenschappelijke naam van de soort is voor het eerst geldig gepubliceerd in 1994 door Bernasconi.